# Tijdverschuiving
Een tijdverschuiving is bepaald door internationale conventies als een aantal uren en minuten verschil ten opzichte van Coordinated Universal Time in Greenwich. Veel tijdzones kennen twee tijdverschuivingen: een voor standaardtijd (in Nederland en België wintertijd genoemd) en een voor zomertijd.